# Crow Head
Crow Head är en ort i Kanada.   Den ligger i provinsen Newfoundland och Labrador, i den östra delen av landet, 1 600 km öster om huvudstaden Ottawa. Crow Head ligger 43 meter över havet och antalet invånare är 218.
Terrängen runt Crow Head är platt. Havet är nära Crow Head åt nordväst. Runt Crow Head är det ganska tätbefolkat, med 72 invånare per kvadratkilometer.. Närmaste större samhälle är Twillingate, 4,4 km sydost om Crow Head. 